# المتلازمة الدورية المرتبطة بمستقبل عامل نخر الورم
المتلازمة الدورية المرتبطة بمستقبل عامل نخر الورم (بالإنجليزية: Tumor necrosis factor receptor associated periodic syndrome أو TNF receptor associated periodic syndrome ومختصرها TRAPS)‏ أو الحمى الهيبرنية العائلية (بالإنجليزية: familial Hibernian fever)‏ هي متلازمة حمى دورية مرتبطة بطفرة في مستقبل جزيئة عامل نخر الورم والتي تورث على أنها صفة سائدة.

## الأعراض
الشخص المصاب بهذه المتلازمة يعاني من نوبات أعراض حمى شديدة ومتكررة وطفح وألم بطني وآلام مفاصل وعضلات وانتفاخ العينين.

## الوراثة
تعد الخلايا الأكولة الكبيرة المصدر الرئيسي لعامل نخر الورم، وهذه الخلايا أحد مكونات الجهاز المناعي، وتقوم بإطلاق عامل نخر الورم في حالات الاستجابة المناعية للعدوى ولأسباب تحفيز أخرى. يقوم عامل نخر الورم بتحفيز الخلايا المناعية الأخرى ويلعب دورا في بدء الالتهاب. يعاني المصابون بهذه المتلازمة من طفرة فيمورثة مستقبل عامل نخر الورم 1.

## الانتشار
تحدث المتلازمة بنسبة حالة واحدة لكل مليون شخص، ويحدث في كلا الجنسين. وتعد المتلازمة أكثر أنواع متلازمات الحمى الدورية انتشارا بعد حمى البحر الأبيض المتوسط. سجلت أول الحالات في إيرلنديين لكن سجلت حالات أخرى في إيطاليين وفرنسيين وهولنديين، كما شجلت حالات في المكسيك ويهود وأمريكيون من أصول أفريقية.

## العلاج
للكورتيكوستيرويد دور في السيطرة على المرض. كما درست عدد من الأدوية لعلاج المتلازمة ومنها مثبطات عامل نخر الورم (مثل إيتانرسبت وإنفليكسيماب) وتاكروليمس وآناكينرا (ضاد لمستقبل إنترلوكين 1). الدراسات على أعداد أكبر من المرضى غير موجودة لحد الآن.

## التاريخ
وصفت المتلازمة أول مرة في عام 1982 حيث شخصت في صبي من أصل أسكتلندي وأيرلندي، لذا سميت المتلازمة بالحمى الهيبرنية العائلية.